# CRC Pozuelo
CRC Pozuelo – hiszpański klub rugby union z siedzibą w Madrycie, założony w 1963 roku.

## Sukcesy
- Liga hiszpańska

Mistrzostwa (5): 1971, 1972, 1973, 2000, 2009
- Copa del Rey

Zwycięstwa (10): 1964, 1966, 1970, 1971, 1974, 2001, 2002, 2003, 2008, 2009
- Supercopa de España

Zwycięstwa (2): 2008, 2009
- Copa Ibérica

Zwycięstwa (1): 2001